# Fagus (dieu)
Pour les articles homonymes, voir Fagus (homonymie).
Fagus est un dieu gaulois connu par quatre inscriptions trouvées dans les Hautes-Pyrénées. L'aquitain a été lié au proto-basque plutôt qu'aux langues celtiques. Fāgus est le mot latin pour désigner le hêtre. Comme les dieux Abellio et Sexarbores, il pourrait avoir été un arbre divinisé.

## Fonctions
On pense généralement que Fagus était le dieu des bébés et du culte des enfants. Les roux étaient considérées comme sacrés pour Fagus et souvent ses druides avaient les cheveux roux pour signifier son désir pour la couleur rouge. Fagus a également été prié pour la protection de la naissance d'un enfant ou pour un avortement précoce.